# Битка при Сфактерия
Битката при Сфактерия (на гръцки: Σφακτηρία, Sphacteria, Sfaktiria) е сражение при остров Сфактерия в Йонийско море през пролетта 425 пр.н.е. между Атина и Спарта по времето на Пелопонеската война (431 – 404 пр.н.е.). Бият се ок. 8000 атиняни против 420 спартанци при остров Сфактерия до Пилос до югозападния бряг на Пелопонес (Месения).
Атинските военачалници Клеон († 422 пр.н.е.), Демостен († 413 пр.н.е.) и Евримедон († 413 пр.н.е.) побеждават в битката. Спартанският командир Епитад е убит в битката. Убити са 128 спартански хоплити, 292 спартански хоплити са пленени (между тях 120 спартански граждани), което увеличава готовността за мир на спартанците.

- Сфактерия
- Битката при Сфактерия